# Karl Näskonungsson
Karl Näskonungsson (Natt och Dag), död på 1350-talet, var ett svenskt riksråd.

## Biografi
Karl Näskonungsson var 1317 råd hos hertig Erik och var en av hertigarna Erik och Valdemars anhängare. Han beseglade som riksråd äktenskapskontraktet mellan hertig Albrekt av Mecklenburg och kung Magni syster Eufemia 1321. Karl Näskonungsson blev 1327 riddare. Han avled mellan 1352–1358.

### Familj
Karl Näskonungsson var 1329 gift med Helga Pedersdotter (Peter Ragnvaldssons ätt) (levde 1349), dotter till riddaren Peter Ragnvaldsson (Peter Ragnvaldssons ätt) och Birgitta Jonsdotter (Blåsläkten). De fick tillsammans barnen Erengisle Karlsson (levde 1349), Brita Karlsdotter (levde 1359) som var gift med riksårdet, riddare och häradshövdingen Bengt Filipsson (Ulv) i Oppunda härad och Märta Karlsdotter (levde 1358).